# Cimurah
Cimurah is een bestuurslaag in het regentschap Garut van de provincie West-Java, Indonesië. Cimurah telt 4603 inwoners (volkstelling 2010).